# Кельбра (Кифхойзер)
Кельбра (нем. Kelbra) — город в Германии, в земле Саксония-Анхальт.
Входит в состав района Зангерхаузен. Подчиняется управлению Фервальтунгсгемайншафт Гольдене Ауэ (Заксен-Анхальт). Население составляет 3648 человек (на 31 декабря 2010 года). Занимает площадь 25,84 км². Официальный код — 15 2 66 023.